# アルヴァロ・シザ
アルヴァロ・シザ・ヴィエイラ（Álvaro Joaquim de Melo Siza Vieira、1933年6月25日 - ）はポルトガルの建築家。ポルトガル随一の国際的建築家で、ポルトガル建築界を代表する存在である。ポルトガル北部、マトジーニョス（w:Matosinhos）生まれ。北部の大都市、ポルトを拠点としている。

## 経歴
1955年にポルト大学建築学部を卒業。フェルナンド・ターヴォラ（Fernando Távora）の事務所で働いた後、1958年に自分の事務所を設立。ハーバード大学、ペンシルベニア大学、ローザンヌ大学（スイス）など各地の大学で教鞭をとり、現在はポルト大学建築学部教授。1992年にはプリツカー賞を受賞、2001年にはウルフ賞芸術部門を受賞している。
彼の建築はミース・ファン・デル・ローエやル・コルビュジエに影響を受けたモダニズム建築の継承者であり、直方体や有機的な曲面、彫りの深い小さな連続窓などの幾何学的な形態と、できるだけ少ない種類の材料を使ったきわめて簡潔なスタイルを有している。代表作であるポルト大学建築学部など、特にポルトガル国内の作品は白一色の建物が多く、緑の丘や荒涼とした荒野に窓の少ないシンプルで寡黙な白亜の塊が並ぶ作品はしばしば詩的と評される。
ポルト大学建築学部の同僚のフェルナンド・ターヴォラやエドゥアルド・ソウト・デ・モウラらとともに一派をなしている。彼らの作品は建設される場所の特性にインスパイアされており、その地に欠けているものを埋める建物を作ろうとしている。また建物とそこにある自然、新しいものと古くからあるもの、感覚的なものと合理的なものの間に極めて厳密な関係をもたせようとしている。
彼の作品はポルトガルを中心にスペイン、イタリア、ドイツなど各地に建てられており、それぞれの風土にあわせた表情や色彩を見せている。

## 作品
| 名称                                                 | 外国語名称                                                    | 年          | 所在地                           | 国         | 備考                     |
| ---------------------------------------------------- | ------------------------------------------------------------- | ----------- | -------------------------------- | ---------- | ------------------------ |
| ボア・ノヴァ・レストラン                             | Casa de Chá da Boa Nova                                       | 1958-1963年 | マトジーニョス                   | ポルトガル |                          |
| キンタ・ダ・コンセイサォンの水泳プール               | Piscina da Quinta da Conceição                                | 1958-1965年 | マトジーニョス                   | ポルトガル |                          |
| レサのスイミングプール                               | Piscina de Marés de Leça da Palmeira                          | 1958-1961年 | レサ・ダ・パルメイラ             | ポルトガル |                          |
| ピント＆ソット・マヨール銀行                         | Filial do Banco Pinto & Sotto Mayor                           | 1974年      | ペーゾ・ダ・レーグア             | ポルトガル |                          |
| ベイレス邸                                           | Casa Beires                                                   | 1976年      | ボヴォア・デ・ヴァルジム         | ポルトガル |                          |
| ボウサの集合住宅                                     | Conjunto Habitacional da Bouça                                | 1977年      | ボルト                           | ポルトガル |                          |
| キンタ・ダ・マラゲイラの集合住宅                     | Quinta da Malagueira                                          | 1977年      | エヴォラ                         | ポルトガル |                          |
| シュレジッシェス通りの集合住宅                       | Wohnhaus Schlesisches Tor (Bonjour Tristesse)                 | 1983年      | ベルリン                         | ドイツ     |                          |
| アヴェリーノ・ドゥアルテ邸                           | Casa Avelino Duarte, Ovar                                     | 1981-1985年 | オヴァール                       | ポルトガル |                          |
| カルロス・ラモス・パヴィリオン                       | Pabellón Carlos Ramos                                         | 1985年      | ボルト                           | ポルトガル |                          |
| ボルジェス・イルマン銀行                             | Banco Borges Irmão                                            | 1986年      | ヴィラ・ド・コンデ               | ポルトガル |                          |
| ポルト大学建築学部棟                                 | Faculdade de Arquitectura da Universidade do Porto            | 1987-1993年 | ポルト                           | ポルトガル |                          |
| リスボンのシアード地区（大火で焼失）の復元計画       |                                                               | 1988年      | リスボン                         | ポルトガル |                          |
| アヴェイロ大学給水塔                                 | Reservatório de água da Universidad e de Aveiro               | 1989年      | アヴェイロ                       | ポルトガル |                          |
| マルコ・デ・カナヴェーゼスの教会と教区センター       | Igreja de Marco de Canaveses                                  | 1989年      | マルコ・デ・カナヴェーゼス       | ポルトガル |                          |
| ジョアン・デ・デウス幼稚園                           | Jardim Escola S. João de Deus                                 | 1991年      | ペナフィエル                     | ポルトガル |                          |
| オリンピック・ビレッジの気象センター                 | Centro Meteorológico Villa Olímpica                           | 1993年      | バルセロナ                       | スペイン   |                          |
| ガリシア現代美術センター                             | Centro Galego de Arte Contemporânea                           | 1989年      | サンティアゴ・デ・コンポステーラ | スペイン   |                          |
| セトゥーバル教育大学                                 | Escola Superior de Educacao: Instituto Politecnico de Setubal | 1993年      | セトゥーバル                     | ポルトガル |                          |
| ヴィトラ社工場                                       | Fábrica Vitra                                                 | 1993年      | ヴァイル・アム・ライン           | ドイツ     |                          |
| アヴェイロ大学図書館                                 | Biblioteca da Universidade de Aveiro                          | 1995年      | アヴェイロ                       | ポルトガル |                          |
| セラルヴェス現代美術館                               | Museu de Arte Contemporânea de Serralves                      | 1995年      | ポルト                           | ポルトガル |                          |
| アルヴァロ・シザ事務所                               | Atelier de arquitectura                                       | 1998年      | ポルト                           | ポルトガル |                          |
| リスボン万博1998・ポルトガル館                       | Pavilhão de Portugal na Expo'98, Lisboa                       | 1998年      | リスボン                         | ポルトガル | ソウト・デ・モウラと共同 |
| サンティアゴ・デ・コンポステーラ大学情報科学学部棟   | Universidade de Santiago de Compostela                        | 2000年      | サンティアゴ・デ・コンポステーラ | スペイン   |                          |
| サーペンタイン・ギャラリー・パビリオン2005           | Serpentine Gallery Pavilion 2005                              | 2005年      | ロンドン                         | イギリス   | ソウト・デ・モウラと共同 |
| コルネラ・デ・ロブレガットのスポーツ・コンプレックス | Complexo Desportivo Ribera Serrallo em Cornellá de Llobregat  | 2006年      | バルセロナ                       | スペイン   |                          |
| アニャン・パヴィリオン                               | Anyang Pavilion                                               | 2006年      | 安養市                           | 韓国       |                          |
| イベレ・カマルゴ美術館                               | Fundação Iberê Camargo                                        | 2007年      | ポルト・アレグレ                 | ブラジル   |                          |
| ゴンドマールの多目的パヴィリオン                     | Pabellón Multiusos en Gondomar                                | 2007年      | ゴンドマール                     | ポルトガル |                          |
| ヴィアナ・ド・カステロ図書館                         | Biblioteca Municipal de Viana do Castelo                      | 2008年      | ヴィアナ・ド・カステロ           | ポルトガル |                          |
| アデガ・マヨール・ワイナリー                         | Adega Mayor Winery                                            | 2008年      | カンポ・マヨール                 | ポルトガル |                          |
| ミメシス美術館                                       | Mimesis Art Museum                                            | 2009年      | 坡州市                           | 韓国       |                          |
| 實聯化工江蘇有限公司                                 | Shihlien Chemical Industrial Park Office                      | 2014年      | 淮安市                           | 中国       |                          |
| ナディア・アフォンソ財団                             | Museu Nadir Afonso                                            | 2016年      | シャベシュ                       | ポルトガル |                          |
| 国際現代彫刻美術館／アバデ・ペドローザ市立美術館     | Museu Abade Pedrosa                                           | 2016年      | サント・ティルソ                 | ポルトガル | ソウト・デ・モウラと共同 |
| 聖ジャック・ド・ラ・ランド教会                       | Church of Saint-Jacques de la Lande                           | 2017年      | レンヌ                           | フランス   |                          |
| チャイナ・デザイン・ミュージアム                     | China Design Museum                                           | 2018年      | 杭州市                           | 中国       |                          |

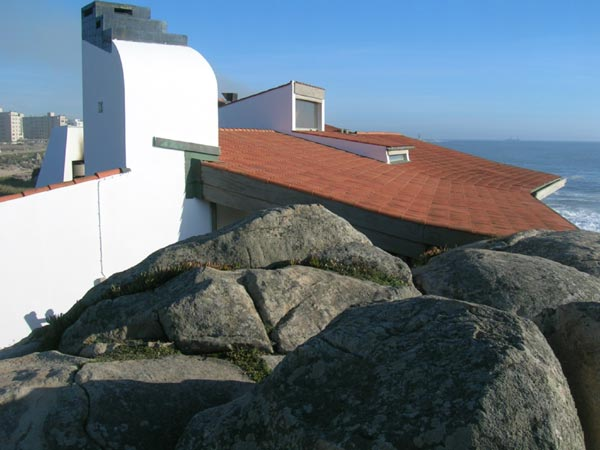
ボア・ノヴァ・レストラン
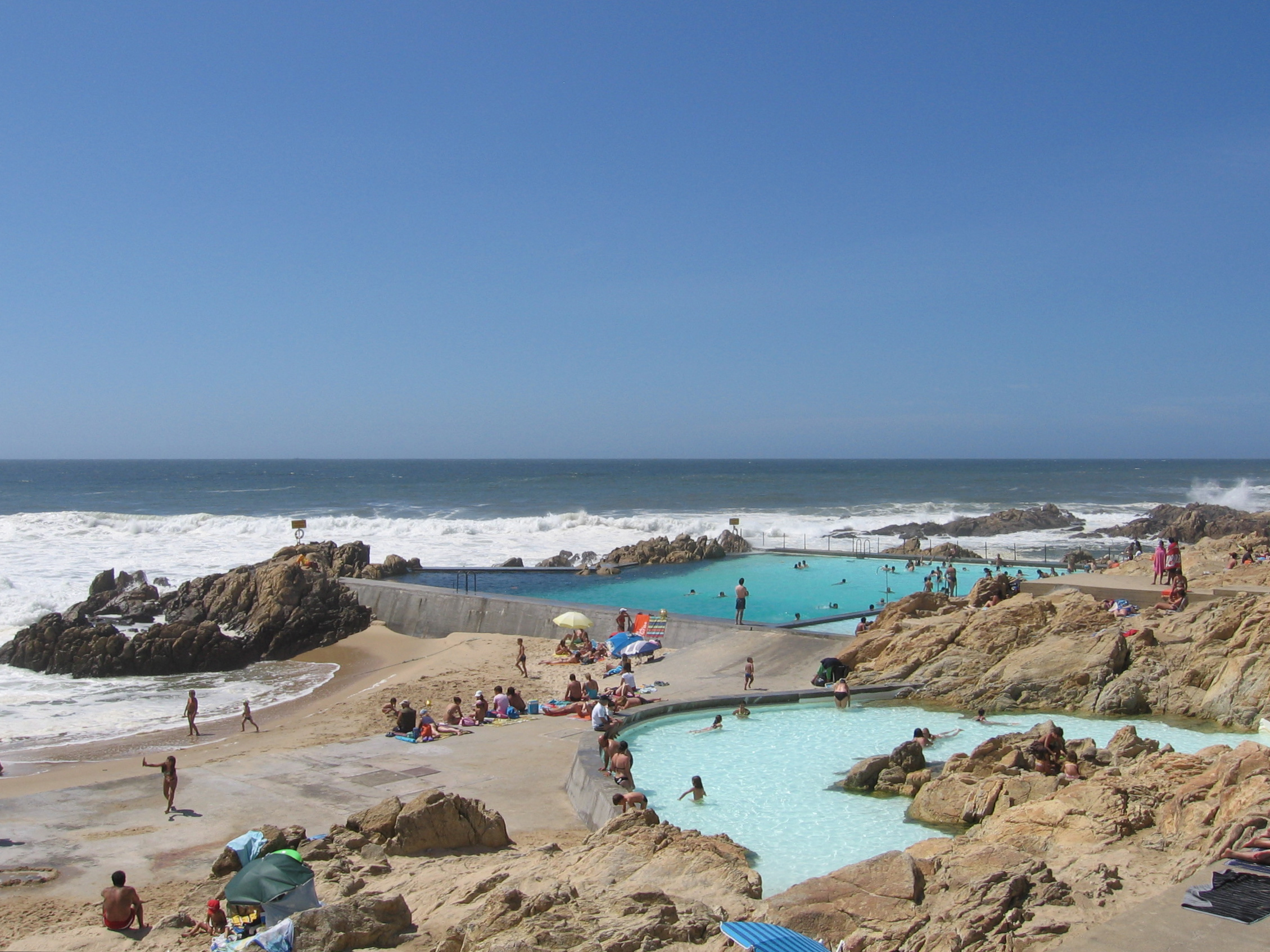
レサのスイミングプール
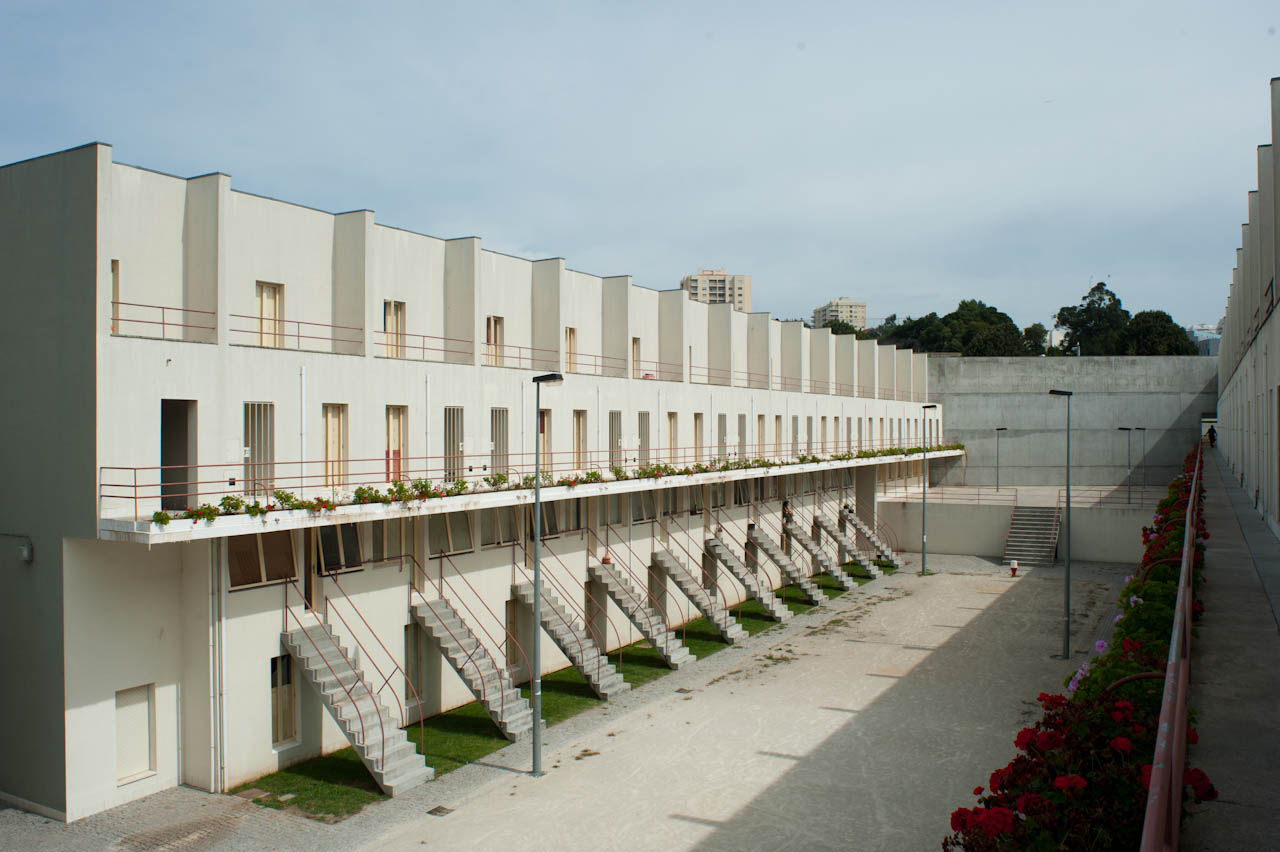
ボウサの集合住宅
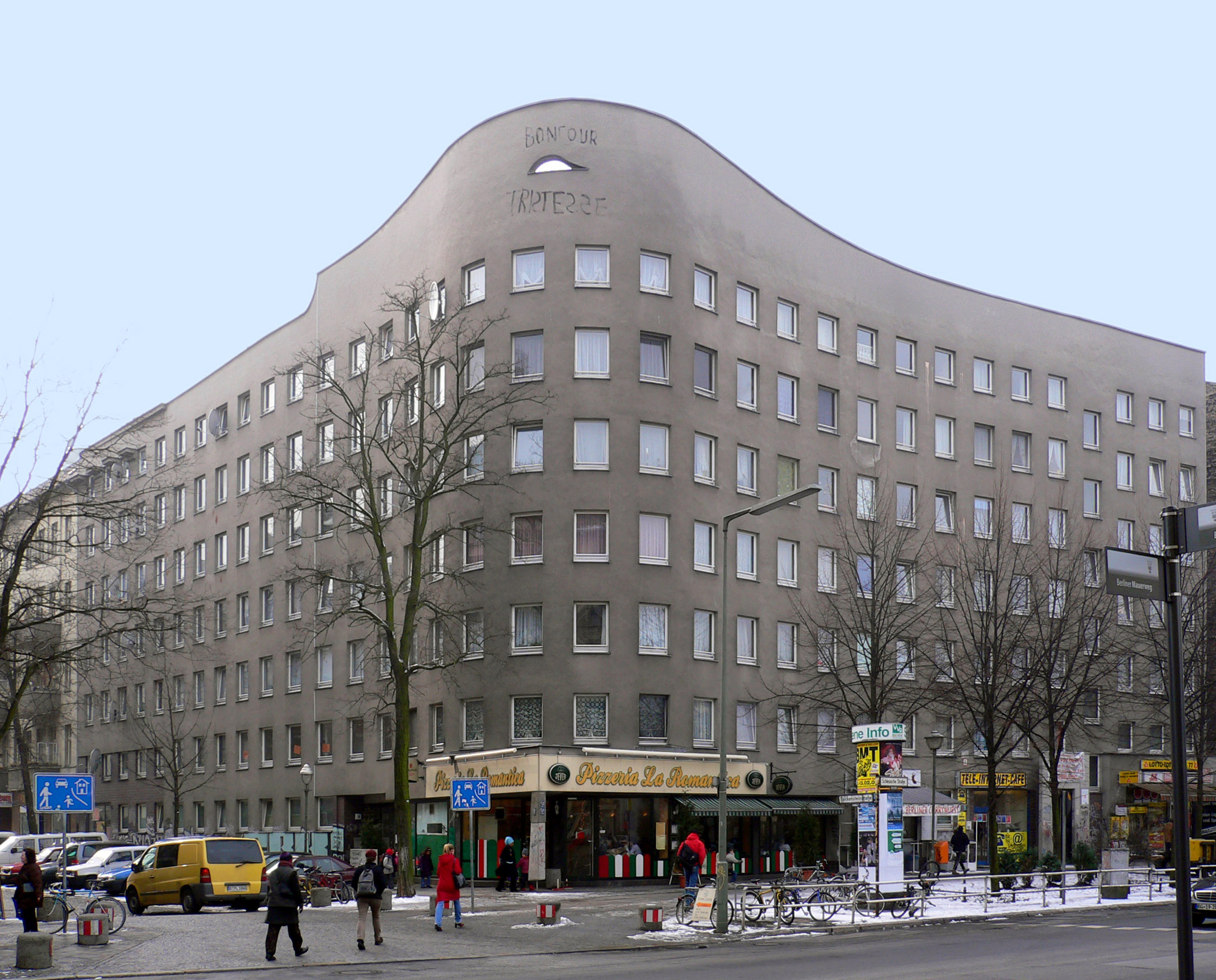
シュレジッシェス通りの集合住宅 Bonjour Tristesse（悲しみよこんにちは）
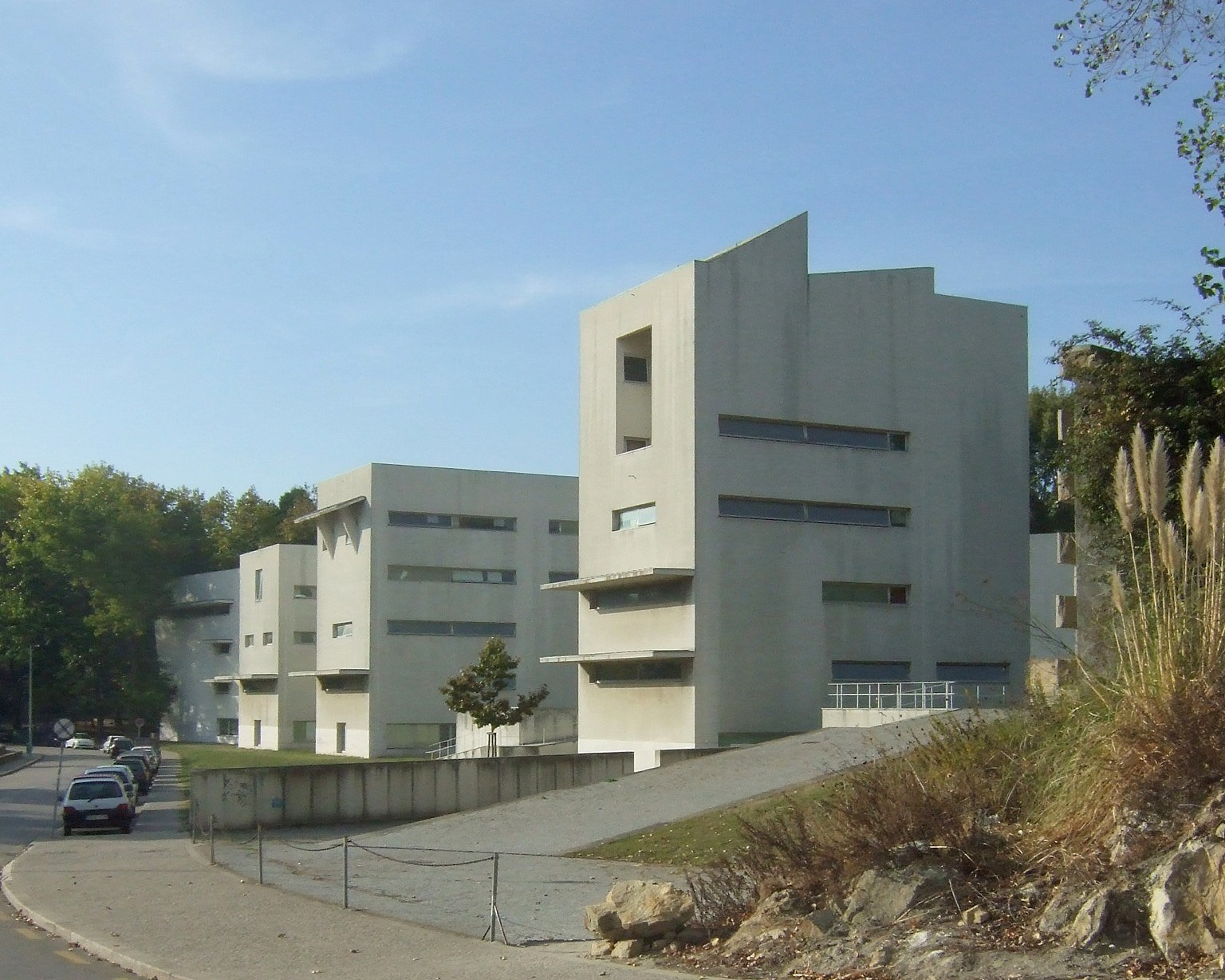
ポルト大学建築学部
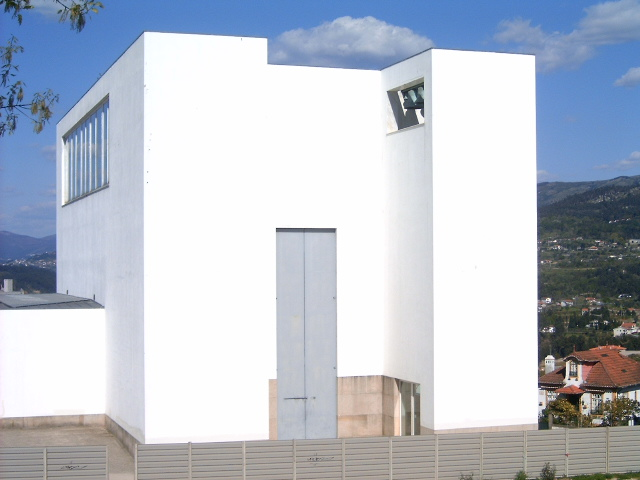
マルコ・デ・カナヴェーゼスの教会
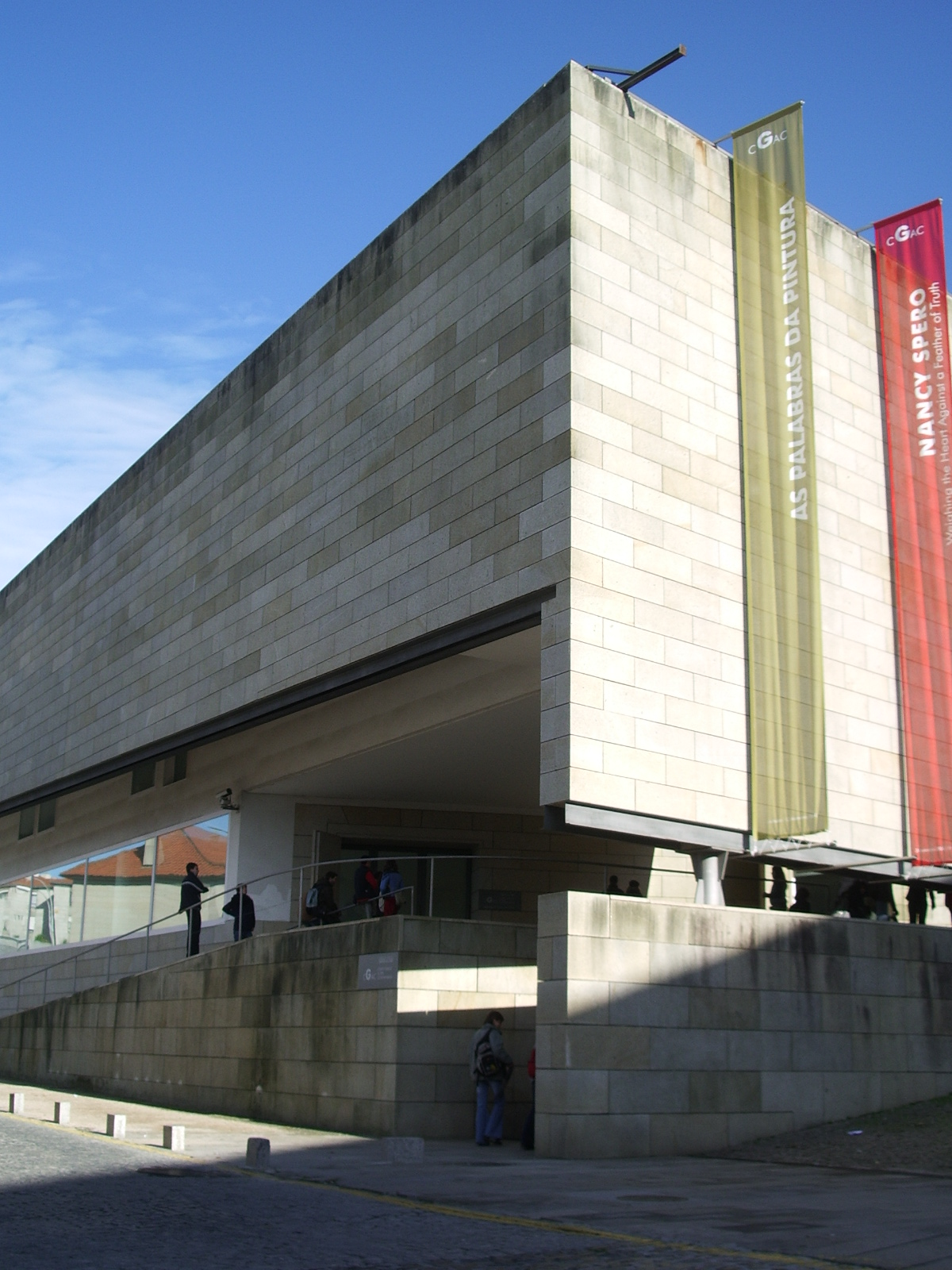
ガリシア現代美術センター
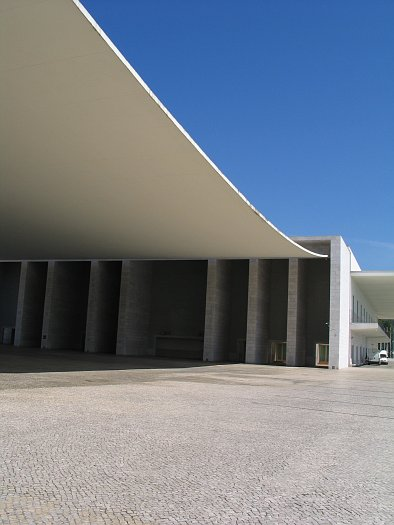
リスボン万博1998・ポルトガル館
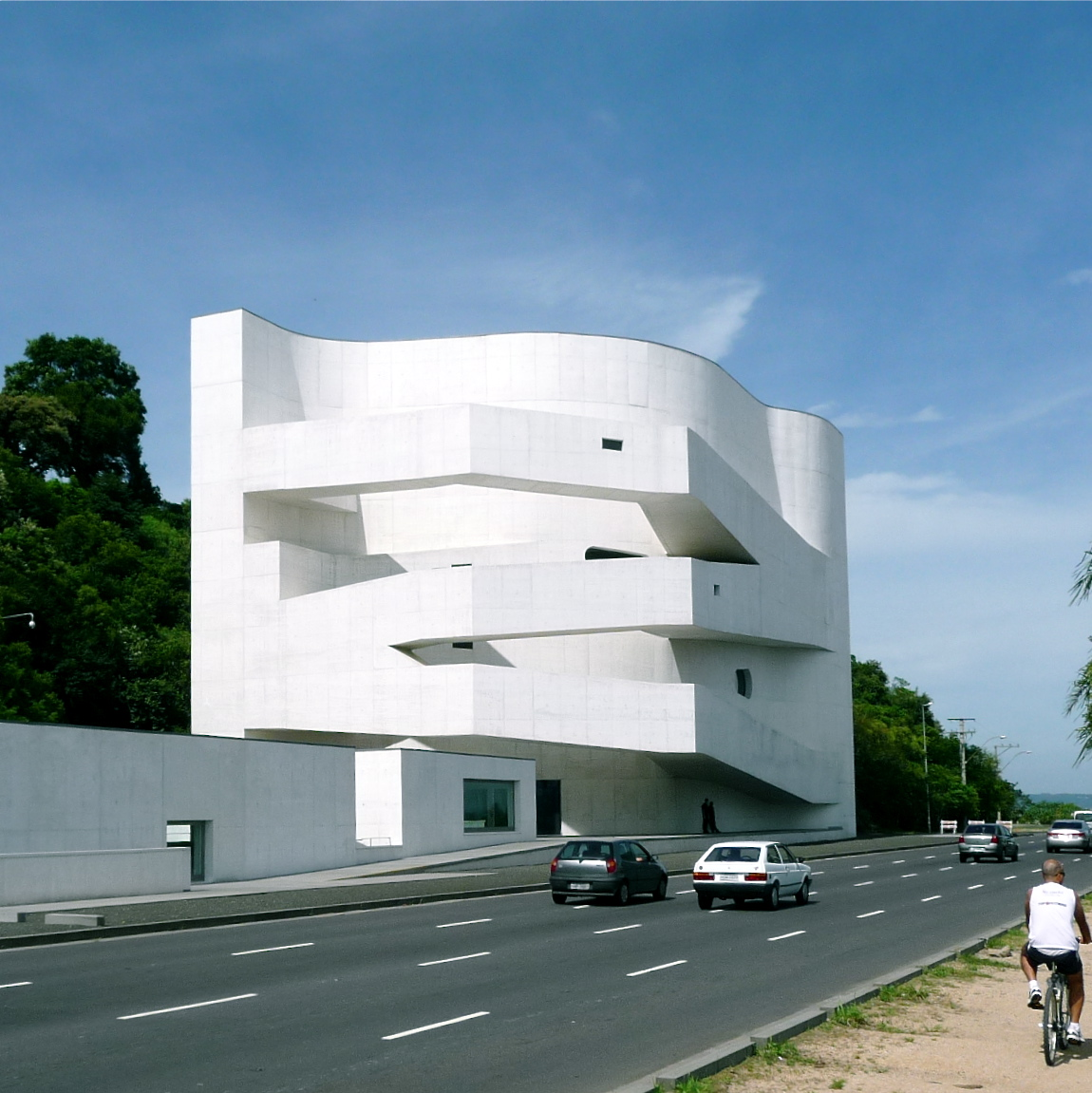
イベレ・カマルゴ美術館
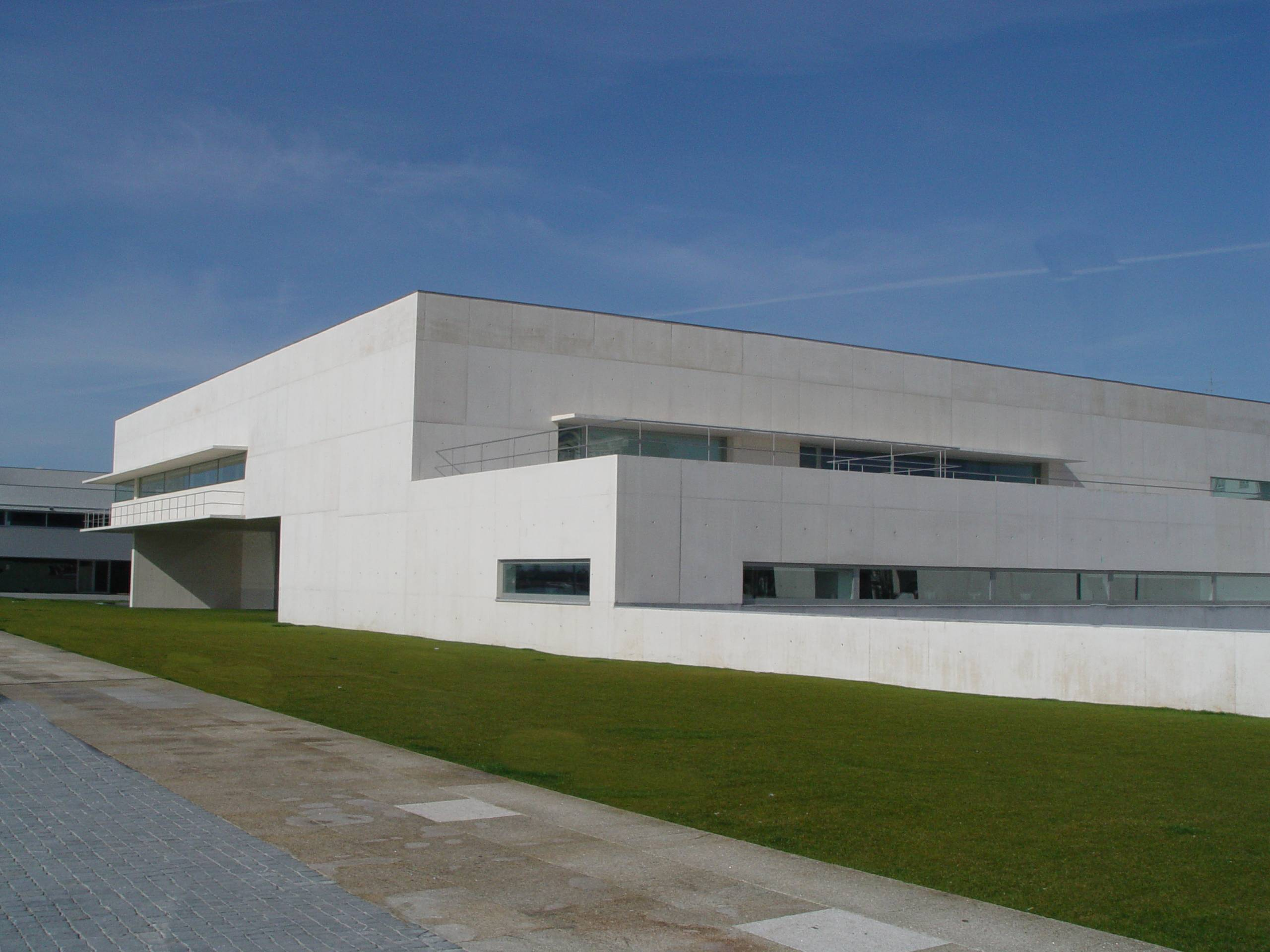
ヴィアナ・ド・カステロ図書館

## 受賞
- 1988年　スペイン建築家協会金賞
- 1992年　プリツカー賞
- 1993年　ポルトガル国家建築賞
- 1998年　高松宮殿下記念世界文化賞
- 2001年　ウルフ賞芸術部門（イスラエル）
- 2002年　ヴェネツィアビエンナーレ金獅子賞
- 2005年　Urbanism Special Grand Prize of France（フランス）
- 2011年　UIAゴールドメダル